# Amable Dionne
Pour les articles homonymes, voir Dionne.
Amable Dionne (né le 30 novembre 1781 à Kamouraska, mort le 2 mai 1852 à Sainte-Anne-de-la-Pocatière) est un commerçant et un homme politique du Canada.

## Biographie
Après de brèves études, il s’engage en 1802 comme commis chez un marchand de Rivière-Ouelle, dont il devient l’associé en 1811. Cette même année, il épouse la fille adoptive du seigneur de Kamouraska, village où il s’établit un an plus tard et où il devient, en 1818, marchand à son compte.
En 1830, il est élu député du district  de Kamouraska à la Chambre d’assemblée du Bas-Canada, puis réélu en 1834. Cette même année, il est un des signataires du document rédigé par Augustin-Norbert Morin sur les instances de Louis-Joseph Papineau, les 92 résolutions, qui détaille les principales revendications de l’Assemblée.
Dionne s’éloigne cependant de Papineau par la suite et se fait le défenseur de l’ordre lors de la  Rébellion des Patriotes de 1837. Nommé au Conseil législatif  en août 1837, il y siège jusqu’en mars 1838. En avril, il est appelé au Conseil spécial et y demeure jusqu’en février 1841. Il revient au Conseil législatif d'août 1842 jusqu'à mai 1852.

## Hommages
- Un canton de la Chaudière-Appalaches est nommé en son honneur[1]